# Sagrada Familia (cartier)
Sagrada Familia este un cartier din districtul 2, Eixample, al orasului Barcelona.